# Plagiochila recurvata
Plagiochila recurvata là một loài rêu trong họ Plagiochilaceae. Loài này được Grolle mô tả khoa học đầu tiên.